# European Football League 2007
L'Eurobowl 2007, la XXI edizione dell'Eurobowl, è stato conquistato dai Vienna Vikings. La stagione regolare si è svolta tra il 24 marzo e il 20 maggio 2007. Sono seguiti i play-off, composti di semifinali e finale.

## Club partecipanti all'edizione 2007
- Acufon  Lions Bergamo
- Dodge  Vienna Vikings
- Swarco  Tirol Raiders
- Triangle Razorbacks
- Marburg Mercenaries
- Valencia Firebats
- L'Hospitalet Pioners
- Porvoon Butchers
- Helsinki Wolverines
- Flash de La Courneuve
- Eidsvoll 1814's
- Moscow Patriots

## Gli incontri della prima fase
- 24 marzo: Pioners de L'Hospitalet 0-44 Flash de La Courneuve
- 14 aprile: Valencia Firebats 6-39 Swarco Tirol Raiders
- 28 aprile: Acufon Lions Bergamo 41-8 Valencia Firebats
- 28 aprile: Veijle Triangle Razorbacks 7-59 Eidsvoll 1814s
- 28 aprile: Marburg Mercenaries 34-0 Pioners de L'Hospitalet
- 29 aprile: Dodge Vienna Vikings 72-2 Mosca Patriots
- 5 maggio: Flash de La Courneuve 27-28 Marburg Mercenaries
- 12 maggio: Helsinki Wolverines 6-38 Dodge Vienna Vikings
- 12 maggio: Swarco Tirol Raiders 28-27 Acufon Lions Bergamo
- 13 maggio: Eidsvoll 1814s 39-0 Porvoo Butchers
- 19 maggio: Porvoo Butchers 41-6 Veijle Triangle Razorbacks
- 20 maggio: Mosca Patriots 30-0 Helsinki Wolverines

## Classifiche
| Qualificate alle semifinali |

| Gruppo 1             |   |   |   |     |     |    |      |
| Squadra              | V | N | P | Pnt | PF  | PS | Dif  |
| Dodge Vienna Vikings | 2 | 0 | 0 | 4   | 110 | 8  | +102 |
| Moscow Patriots      | 1 | 0 | 1 | 2   | 32  | 72 | -40  |
| Helsinki Wolverines  | 0 | 0 | 2 | 0   | 6   | 68 | -62  |

| Gruppo 2            |   |   |   |     |    |     |     |
| Squadra             | V | N | P | Pnt | PF | PS  | Dif |
| Eidsvoll 1814's     | 2 | 0 | 0 | 4   | 98 | 7   | +91 |
| Porvoon Butchers    | 1 | 0 | 1 | 2   | 41 | 45  | -4  |
| Triangle Razorbacks | 0 | 0 | 2 | 0   | 13 | 100 | -87 |

| Gruppo 3             |   |   |   |     |    |    |     |
| Squadra              | V | N | P | Pnt | PF | PS | Dif |
| Swarco Tirol Raiders | 2 | 0 | 0 | 4   | 67 | 33 | +34 |
| Acufon Lions Bergamo | 1 | 0 | 1 | 2   | 68 | 36 | +32 |
| Valencia Firebats    | 0 | 0 | 2 | 0   | 14 | 80 | -66 |

| Gruppo 4              |   |   |   |     |    |    |     |
| Squadra               | V | N | P | Pnt | PF | PS | Dif |
| Marburg Mercenaries   | 2 | 0 | 0 | 4   | 62 | 27 | +35 |
| Flash de La Courneuve | 1 | 0 | 1 | 2   | 71 | 28 | +43 |
| L'Hospitalet Pioners  | 0 | 0 | 2 | 0   | 0  | 78 | -78 |

## Play-off

### Semifinali
- 9 giugno 2007:  Dodge Vienna Vikings 63-16  Eidsvoll 1814's
- 10 giugno 2007:  Marburg Mercenaries 35-21  Swarco Tirol Raiders

### Finale
Vienna, Hohe Warte Stadion
- 1º luglio 2007, ore 15.00:  Dodge Vienna Vikings 70-19  Marburg Mercenaries